# Cornelis Broekman
Cornelis „Kees“ Broekman (* 2. Juli 1927 in De Lier, Provinz Zuid-Holland; † 8. November 1992 in Berlin) war ein niederländischer Eisschnellläufer.

## Karriere

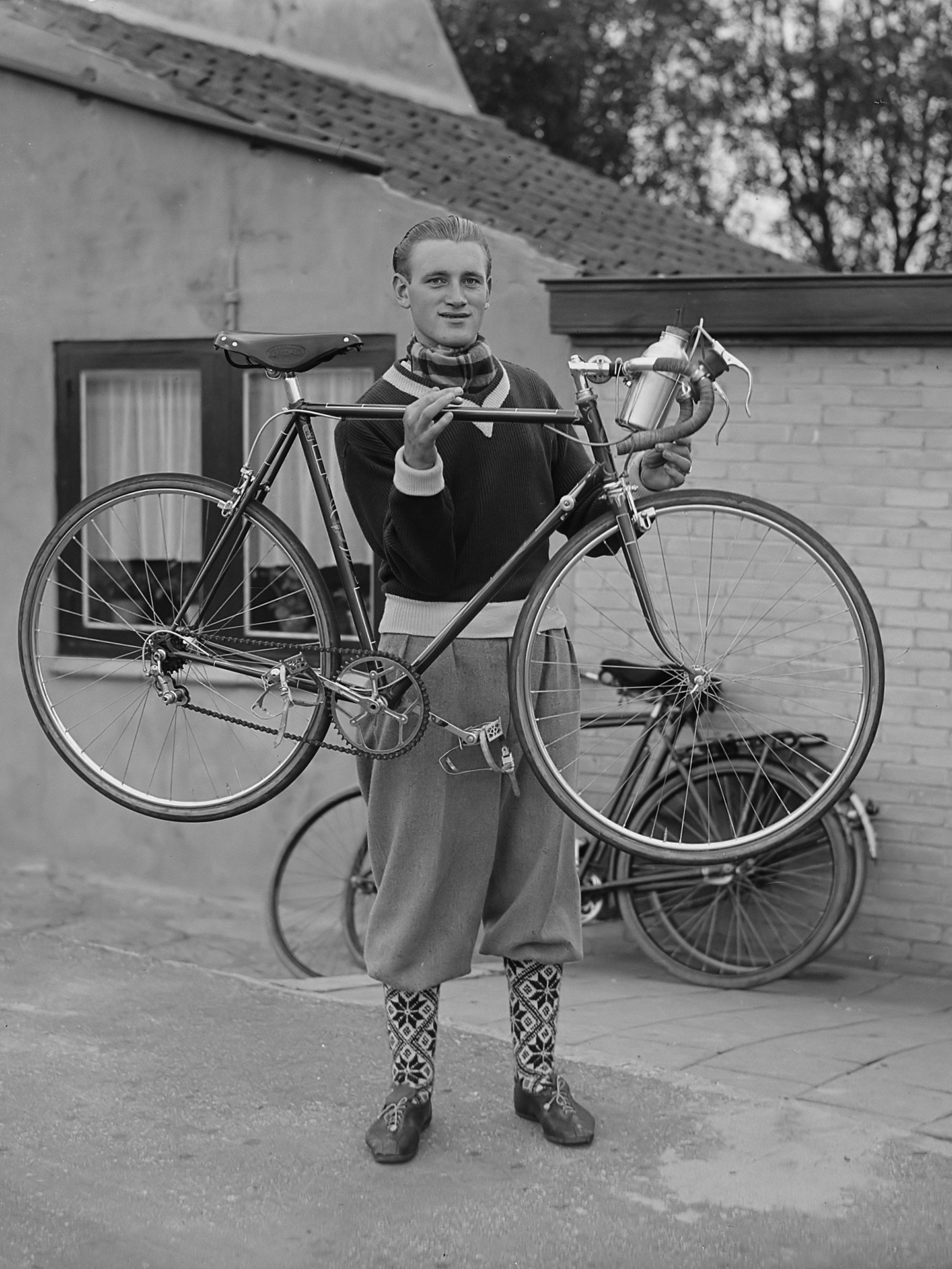
Kees Broekman im Jahr 1949

Seine ersten Erfolge hatte Broekman bei der Mehrkampfeuropameisterschaft 1948, als er Vierter wurde und die Einzelstrecken über 5000 und 10.000 Meter gewann. Im selben Jahr nahm er an den Olympischen Spielen in St. Moritz teil.
Die erste Medaille bei einem internationalen Wettbewerb gewann er 1949 bei der Weltmeisterschaft im Mehrkampf. Bei den Olympischen Spielen 1952 in Oslo gewann er über 5000 Meter und 10.000 Meter die Silbermedaille. Es war gleichzeitig der erste niederländische Medaillengewinn bei Olympischen Winterspielen. Im selben Jahr holte er bei der Mehrkampfeuropameisterschaft eine weitere Silbermedaille.
Am 1. Februar 1953 wurde Broekman in Hamar als erster Niederländer überhaupt bei einem internationalen Eisschnelllaufwettbewerb Mehrkampf-Europameister.
Bei den Olympischen Spielen 1956 wurde er Vierter über 5000 Meter und Fünfter über 10.000 Meter. In den folgenden Jahren erreichte er bei internationalen Wettbewerben keine Top-Ten-Platzierung mehr. So belegte er bei seinen vierten Olympischen Spielen 1960 lediglich die Plätze 20 über 5000 Meter und 16 über 10.000 Meter. Sowohl 1956 als auch 1960 war er Fahnenträger der niederländischen Mannschaft.
Nach dem Ende seiner aktiven Laufbahn arbeitete Broekman mehrere Jahre als Trainer in Italien. In den Jahren 1969 und 1970 trainierte er die niederländische Damenmannschaft und führte Atje Keulen-Deelstra zum Weltmeistertitel. Von 1972 bis 1974 war er Nationaltrainer Schwedens, wo er unter anderen den Welt- und Europameister Göran Claeson trainierte. Danach arbeitete er bis zu seinem Tod 1992 als Eisschnelllauftrainer in Berlin.

## Privates
Broekman war ein Onkel der Olympiasiegerin Stien Kaiser.

## Persönliche Bestzeiten
| Strecke  | Zeit        | Datum            | Ort         |
| -------- | ----------- | ---------------- | ----------- |
| 500 m    | 44,2 s      | 28. Januar 1956  | Misurinasee |
| 1000 m   | 1:31,6 min  | 2. Februar 1954  | Davos       |
| 1500 m   | 2:13,1 min  | 30. Januar 1956  | Misurinasee |
| 3000 m   | 4:41,6 min  | 24. Januar 1953  | Davos       |
| 5000 m   | 8:00,2 min  | 29. Januar 1956  | Misurinasee |
| 10.000 m | 16:33,5 min | 21. Februar 1956 | Davos       |